# Елбоу Лејк (округ Грант, Минесота)
Елбоу Лејк (енгл. Elbow Lake, Grant County) град је у америчкој савезној држави Минесота.

## Демографија
По попису из 2010. године број становника је 1.176, што је 99 (-7,8%) становника мање него 2000. године.
| Група             | 2000.         | 2010.         |
| Белци             | 1.236 (96,9%) | 1.138 (96,8%) |
| Афроамериканци    | 0 (0,0%)      | 2 (0,2%)      |
| Азијати           | 6 (0,5%)      | 2 (0,2%)      |
| Хиспаноамериканци | 17 (1,3%)     | 14 (1,2%)     |
| Укупно            | 1.275         | 1.176         |